# سکستوس پومپه
سکستوس پومپه (انگلیسی: Sextus Pompey; ح. 67 bc – 35 BC (aged around 32)) سیاست‌مدار اهل روم باستان بود.